# فريدريك بلاس
فريدريك بلاس (بالألمانية: Friedrich Blass)‏ هو عالم لغوي كلاسيكي ألماني، ولد في 22 يناير 1843 في أوسنابروك في ألمانيا، وتوفي في 5 مارس 1907 في هاله في ألمانيا.